# 非交换代数几何
非交换代数几何是非交换几何的一个方向，研究非交换代数对象（如环）的形式对偶的几何性质，以及由它们导出的几何对象（如由沿局部胶合或取非交换叠商）的几何性质。
例如，非交换代数几何通过适当地粘合非交换环的谱，来推广概形，已经取得了部分成功。非交换环推广了交换概形上的交换正规函数环。在传统（交换）代数几何中，空间上的函数有由逐点乘积定义的积，函数的值交换时，函数也交换：{\displaystyle a\times b=b\times a}。值得注意的是，将非交换结合代数视作“非交换”空间上的函数代数是一种意义深远的几何直觉，尽管在形式上看像是谬误。
非交换代数几何的主要动机来自物理学，尤其是量子物理，当中可观察量代数被视作函数的非交换类似物，因此有动机观察其几何性质。非交换代数几何还为研究交换代数几何中的对象（如布饶尔群）提供了新技术。
非交换代数几何的方法与交换的类似，但基础往往不同。交换代数几何中的局部行为由局部环之类的交换代数对象来捕捉，在非交换环境中没有类似的环论；不过在范畴论情景中，我们可以讨论非交换谱上的准凝聚层的局部范畴叠。来自同调代数和K-理论的全局性质更常用于非交换情景。

## 历史

### 经典方法：非交换局部化问题
交换代数几何始于构造环的谱。代数簇（更一般的概形）的点是环的素理想，代数簇上的函数是环的元素。但非交换环可能没有适当的非零双侧素理想，仿射空间上多项式微分算子的外尔代数就如此：外尔代数是单环。因此，可尝试用主谱代替素谱：还有非交换局部化和下降理论。这在某种程度上是可行的：例如，雅克·迪克斯米耶的包络代数可看作是为李代数的包络代数的主谱研究非交换代数几何。迈克尔·阿廷的“非交换环”笔记具有相似精神，部分内容尝试从非交换几何的角度研究表示论。这两种方法的关键在于，不可约表示，或至少是主理想，可视作“非交换点”。

### 使用层范畴的现代观点
事实证明，（举例来说）要从主谱开始发展出一套可行的层理论并不容易。可以想象，这种困难由一种量子现象造成：空间中的点可以影响远处的点（事实上，单独处理点、将空间视作点集并不合适）。
于是，人们接受了Pierre Gabriel论文中预设的隐含范式，Gabriel–Rosenberg重构定理也部分证明了：在概形同构的意义下，交换概形可完全从概形上的准凝聚层的阿贝尔范畴重构出来。亚历山大·格罗滕迪克指出，做几何不需要空间，只要有空间上的层范畴就够了。这思想由尤里·马宁引入了非交换代数。（准）凝聚层的导出范畴中，有些稍弱的重构定理，是导出非交换代数几何（下详）的动机。

### 导出代数几何
最新的方法是通过形变理论，将非交换代数置于导出代数几何的领域中。
作为一个激励性例子，考虑复数{\displaystyle \mathbb {C} }上的1维外尔代数，它是自由环{\displaystyle \mathbb {C} \langle x,\ y\rangle }对关系式
{\displaystyle xy-yx=1}
的商。此环表示单变量x的多项式微分算子；y表示微分算子{\displaystyle \partial _{x}}。这个环符合{\displaystyle xy-yx=\alpha }关系给出的单参数族。α若非零，则关系决定了与外尔代数同构的环；α为零时，关系就是x与y的交换关系，由此得到的商环就是两变量多项式环{\displaystyle \mathbb {C} [x,\ y]}。从几何学角度看，两变量多项式环表示2维仿射空间{\displaystyle \mathbb {A} ^{2}}，因此单参数族的存在说明，仿射空间允许对外尔代数确定的空间进行非交换形变。这种形变与微分算子符号及{\displaystyle \mathbb {A} ^{2}}是仿射线的余切丛有关（研究外尔代数可获得仿射空间信息：外尔代数的迪克斯米耶猜想等同于仿射平面的雅可比猜想）。
这一思路中，算畴（运算集合或空间）概念变得尤为重要。(Francis 2008)导言写道：
| “ | 我们开始研究一些不太交换的代数几何。… {\displaystyle {\mathcal {E}}_{n}}环上的代数几何可看作是非交换与交换代数几何一些导出理论之间的插值。随着n增加，这些{\displaystyle {\mathcal {E}}_{n}}-代数收敛到Toën-Vezzosi和卢里的导出代数几何。 | ” |
|   | |   |

## 非交换环的射影
交换代数几何的基本构造之一是分次交换环的射影构造，建立了射影簇和十分丰沛线丛，其齐次坐标环是原环。构造簇的底拓扑空间需要将环局部化，但构造空间上的层则不需要。根据让-皮埃尔·塞尔的定理，分次环射影上的准凝聚层等同于环上的分次模，都是有限维因子。亚历山大·格罗滕迪克提出的意象论认为，空间上的层范畴可作为空间本身。因此，在非交换代数几何中，常以下面的方式定义射影：令R为分次C代数，Mod-R表示分次右R模范畴。令F表示Mod-R包含所有有限长模的子范畴。这样，Proj R的定义是阿贝尔范畴Mod-R对F的商。等价地，它是Mod-R的局部化，其中若两模与适当选择的F对象直接相加后，在Mod-R中同构，则两模同构。
这种方法引出了非交换射影几何。非交换光滑射影曲线就是光滑交换曲线，但对于奇异曲线或光滑高维空间，非交换情景允许有新的对象。

## 脚注
1. ↑  M. Artin, noncommutative rings （页面存档备份，存于）

## 阅读更多
- A. Bondal, D. Orlov, Semi-orthogonal decomposition for algebraic varieties_, PreprintMPI/95–15, alg-geom/9506006 （页面存档备份，存于）
- Tomasz Maszczyk, Noncommutative geometry through monoidal categories, math.QA/0611806 （页面存档备份，存于）
- S. Mahanta, On some approaches towards non-commutative algebraic geometry, math.QA/0501166 （页面存档备份，存于）
- Ludmil Katzarkov, Maxim Kontsevich, Tony Pantev, Hodge theoretic aspects of mirror symmetry, arxiv/0806.0107 （页面存档备份，存于）
- Dmitri Kaledin, Tokyo lectures "Homological methods in non-commutative geometry", pdf （页面存档备份，存于）, TeX （页面存档备份，存于）; and (similar but different) Seoul lectures （页面存档备份，存于）